# Trevor Pinch
Trevor J. Pinch (Lisnaskea, Comtat de Fermanagh, 1 de gener de 1952 – 16 de desembre de 2021), va ser un sociòleg britànic, expresident del Departament d'Estudis Científics i Tecnologia de la Universitat Cornell. Era llicenciat en Física en l'Imperial College de Londres i doctorat en Sociologia per la Universitat de Bath. Juntament amb Wiebe Bijker va iniciar el moviment conegut com a construcció social de la tecnologia (SCOT), perspectiva constructivista que s'oposarà a la visió tradicional de la tecnologia, el determinisme tecnològic, a l'hora d'establir una relació entre innovació tecnològica i el canvi social.

## Visió generalitzada de la tecnologia anterior a Trevor Pinch
La imatge de la tecnologia es troba supeditada a la concepció de determinisme tecnològic, perspectiva que qualifica la relació entre tecnologia i societat com a unidireccional donat que “mentre l'evolució de la societat (en els seus aspectes econòmics, polítics o culturals) és conseqüència del desenvolupament tecnològic, -està, doncs, determinada per ell, la tecnologia segueix un curs particular d'acord amb les seves pròpies lleis". Així doncs, tot desenvolupament tecnològic ve lligat a un antecessor, segueix una seqüència cronològica lineal de desenvolupament, utilitzant un criteri de major eficiència i complexitat, respecte al seu predecessor.
A partir de la dècada dels ’70 del passat segle, apareixen nous programes i metodologies que es contraposen a aquesta visió lineal i acumulativa del desenvolupament tecnològic, i que tenen com a propòsit el de “analitzar tant la manera en què els factors socials influeixen en la ciència com la forma en què la ciència influeix en la societat”.

### Model SCOT
Trevor Pinch i Wiebe Bijker desenvolupen una de les propostes teòriques més importants en aquesta nova visió de la relació entre la tecnologia i el canvi social, el Model SCOT, que “s'ha convertit en un dels models analítics més fructífers i més utilitzats en l'estudi del desenvolupament tecnològic i ja té aplicacions en altres terrenys”. Aquest model pretén mostrar com en la pràctica, el consens científic sorgeix de la negociació, en lloc de l'aplicació del mètode científic.
Agafant de fons la història de la bicicleta presenten una interpretació alternativa que revela la seva construcció social, analitzant-la, no només mitjançant els avenços del disseny o en les seves successives modificacions tècniques, sinó en “la interacció amb els actors socials i les definicions que aquests fan de les innovacions tècniques i la seva conveniència”.
Per a aquesta anàlisi utilitzen el Programa Empíric del Relativisme, d'ara endavant EPOR, seguint una sèrie de pautes clarament definides.
En primer lloc cal identificar el grup social rellevant, és a dir, el grup d'individus que atribueix un significat unànime a l'artefacte tècnic, així com una sèrie d'avantatges, problemes, objectius o funcions.
Seguidament es passa a la flexibilitat interpretativa, la qual mostra com els resultats experimentals realitzats a un artefacte, poden ser acceptats o qüestionats pels diferents grups socials. Aquestes diferències han de ser importants, “relacionades amb el funcionament dels artefactes, o el disseny material dels seus components.” 
El següent pas és el de cloenda i estabilització de l'artefacte, on els diferents grups socials rellevants apropen postures que condueixin al tancament de la controvèrsia. Aquest procés es pot allargar i només finalitzarà quan tots els grups socials acceptin el resultat final.
Com a última part del procés s'estableix un marc tecnològic, “un marc de significat associat a una tecnologia específica, compartit entre diversos grups socials i que de manera complementària dona forma i guia al procés dels artefactes tecnològics.”